# Almond (Nova Iorque)
Almond é uma cidade  (e também uma vila com o mesmo nome) localizada no estado americano de Nova Iorque, no Condado de Allegany e Condado de Steuben.

## Demografia
Segundo o censo americano de 2000, a sua população era de 1604 habitantes, e da vila era de 461 habitantes.

## Geografia
De acordo com o United States Census Bureau tem uma área de 1,5 km², dos quais 1,5 km² cobertos por terra e 0,0 km² cobertos por água.

## Localidades na vizinhança
O diagrama seguinte representa as localidades num raio de 12 km ao redor de Almond. 